# Anum Bandey
Anum Bandey (Londres, 22 de março de 1996) é uma nadadora paquistanesa. Ela atualmente nada no Clube de Natação Barnet Copthball, no norte de Londres. Em junho de 2012, ela se tornou a terceira nadadora do país a ganhar um convite para as Olimpíadas.

## Carreira

### Nacional
Até o dia 31 de dezembro de 2011, Bandey possuía dois recordes nacionais.

### Internacional
Em 2011, Bandey participou do Campeonato Mundial de Esportes Aquáticos de 2011, que aconteceram em Xangai, na China, onde ela estabeleceu um novo recorde nacional para os 400 m medley, com um marca de 5 minutos e 37.11 segundos.

#### Jogos Olímpicos
Bandey participou dos 400 m medley, onde ela se classificou em último nas eliminatórias. Entretanto, ela estabeleceu um novo recorde nacional, quando ela nadou em uma tempo de 5 minutos e 34.64 segundos.